# Euxoa islyana
Euxoa islyana là một loài bướm đêm trong họ Noctuidae.